# Curraià vermell
El curraià vermell (Cephalanthera rubra, del grec cephalos, cap, i anthera, antera i del llatí ruber, roig) és una espècie d'orquídia terrestre. És una planta amb un tubercle subterrani amb una sola tija que conté la inflorescència en espiga i composta de flors hermafrodites de color rosa o violeta i que assoleix al voltant de 20-50 cm d'alçada. Floreix entre maig i juliol.

## Distribució

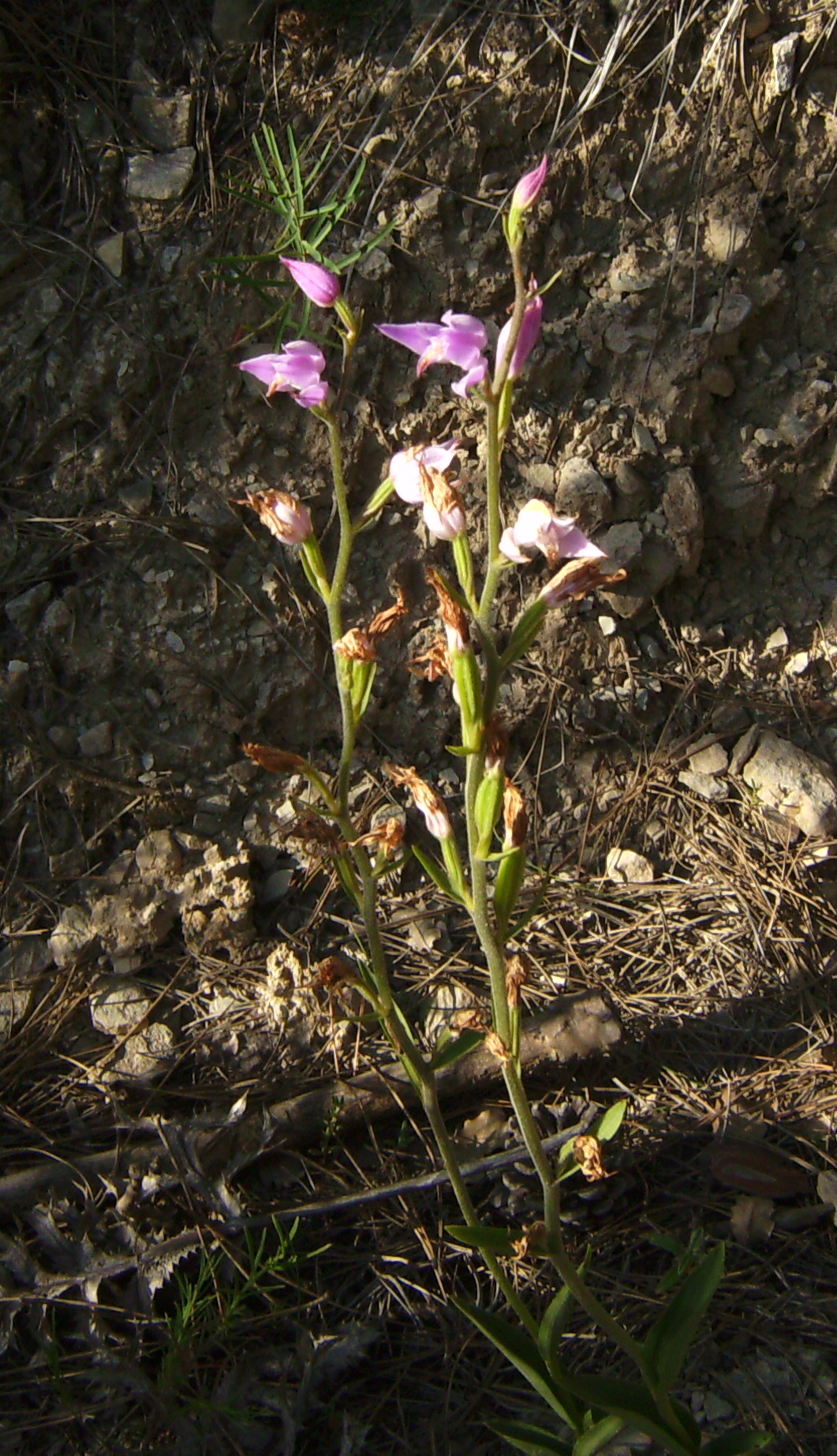
Curraià vermell de la Serra de Castelltallat

Es distribueix per Euràsia. Present a Catalunya, el País Valencià i les Illes Balears.